# Cyril Merhout
Cyril Merhout (13. září 1881 Praha – 12. červenec 1955 tamtéž) byl český historik, památkář, spisovatel a publicista.

## Život

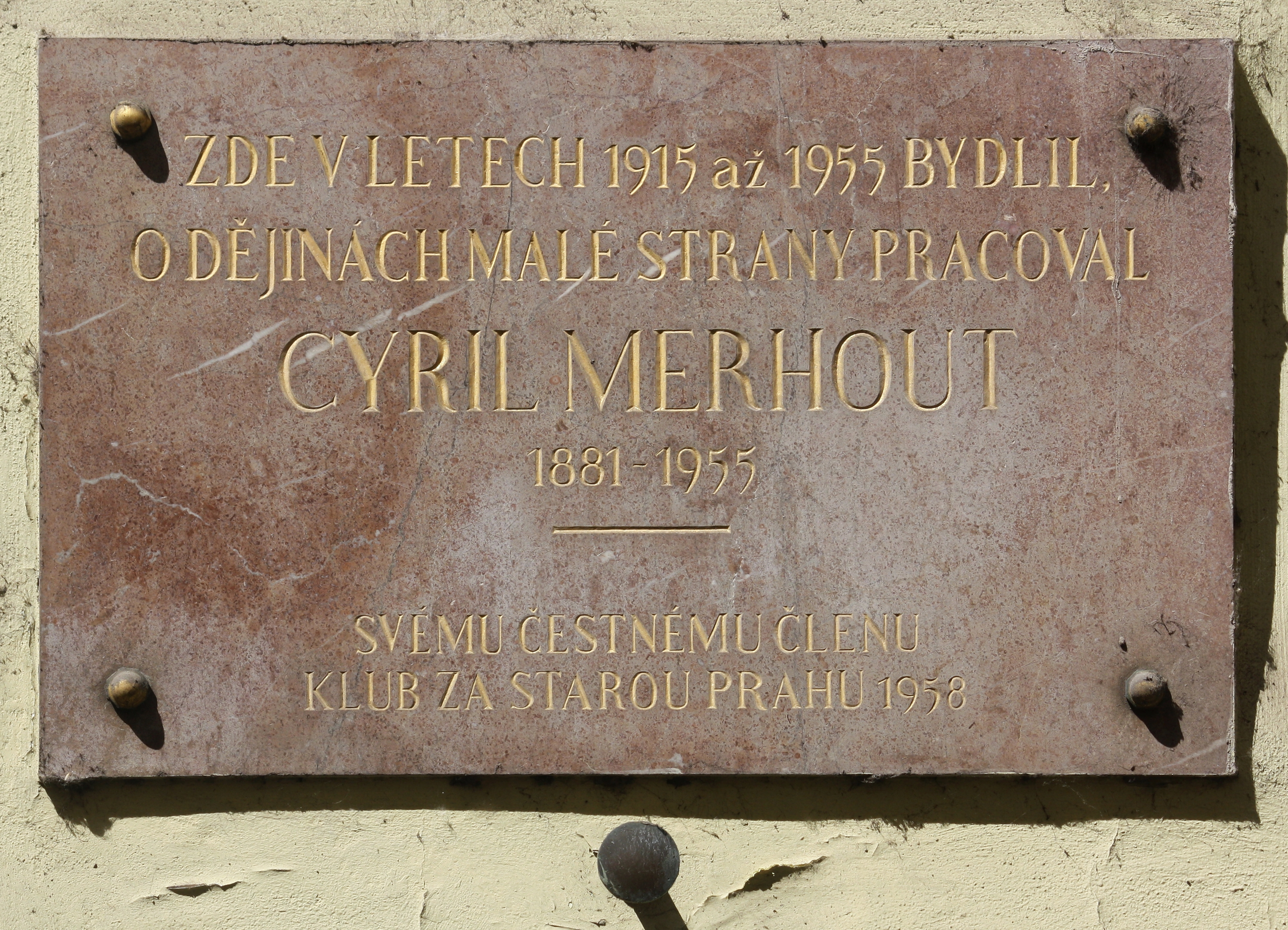
Pamětní deska na domě čp. 364, Vlašská 2, Malá Strana

Původně vystudoval učitelství, Od roku 1918 pracoval jako rada ministerstva školství v Praze. V roce 1928 se stal přednostou památkového oddělení ministerstva a tuto funkci vykonával až do roku 1936. Poté byl přednostou Státního památkového úřadu. Byl rovněž předsedou Klubu Za starou Prahu. Zabýval se především umělecko-historickou topografií, zvláště Malé Strany a pražského okolí (Nový hrad u Kunratic, Jenštejn, Okoř), zasloužil se o záchranu řady pražských památek.
Zemřel roku 1955 a byl pohřben na Olšanských hřbitovech.

## Publikace
- 1900 – Hrad Okoř
- 1900 – Jenštejn
- 1912 – Čtení o Novém hradě a Kunraticích
- 1913 – Samospráva a národní školství
- 1913 – Zdeňka Havlíčková
- 1918 – Národní čítanka (sestavil s Bohumilem Němcem)
- 1918 – O dětech českých králů
- 1919 – Dokumenty našeho osvobození (uspořádal C. Merhout)
- 1919 – Národní čítanka (doplněk)
- 1920 – Jan Amos Komenský
- 1922 – O Havlíčkově dceři
- 1922 – Životem vlastenců
- 1928 – Československá národní čítanka (k 10. výročí vzniku Československa)
- 1929 – Praha (fotografie Josef Sudek)
- 1941 – Malostranské pověsti
- 1940 – Malostranské lásky a manželství
- 1945 – Lidice
- 1946 – Zmizelá Praha, svazek 2, Malá Strana a Hradčany, spolu se Zdeňkem Wirthem, Pražské nakladatelství V. Poláčka; reedice 2002, Nakladatelství Paseka, ISBN 80-7185-499-9
- 1946 – Ostrov Kampa
- 1947 – Dům u mosteckých věží
- 1953 – Tři malostranské procházky
- 1954 – Paláce a zahrady pod Pražským hradem (fotografie Josef Sudek)
- 1956 – O Malé Straně (vyšlo posmrtně)